# Мусиевка (Криворожский район)
Мусиевка (укр. Мусіївка) — посёлок,
Даниловский сельский совет,
Криворожский район,
Днепропетровская область,
Украина.
Код КОАТУУ — 1221882905. Население по переписи 2001 года составляло 250 человек .

## Географическое положение
Посёлок Мусиевка находится в 3-х км от Карачуновского водохранилища,
примыкает к селу Зелёный Гай.
Рядом проходят автомобильная дорога Н-11 и
железная дорога, станция Мусиевка.